# Saltoblattella montistabularis
Saltoblattella montistabularis é uma espécie de barata saltitante encontrada em 2010 no Table Mountain, na África do Sul.